# Fijación Oral Vol. 1
Fijación Oral Vol. 1 (tiếng Anh: Oral Fixation, Vol. 1) là album phòng thu thứ sáu của nữ ca sĩ người Columbia, Shakira. Album này và The Emancipation of Mimi của nữ ca sĩ Mariah Carey trở thành 2 album thành công nhất của năm 2006 và với số đĩa bán ra là hơn 8 triệu đĩa. Album còn mang về cho Shakira 1 giải Grammy, thắng ở đề mục Album Latin Rock xuất sắc nhất đồng thời đó cũng là giải Grammy thứ hai của cô, ngoài ra album còn giành được 5 giải Grammy Latin nhưng Shakira chỉ giành được 4 giải, còn một đề mục dành cho các nhà sản xuất cho album. Với bài hát La Tortura trở thành ca khúc được yêu nhất trong năm 2006 và trở thành mang về cho cô rất nhiều giải thưởng lớn. Album được công nhận là album giành được nhiều giải thưởng nhất của năm 2006.

## Danh sách bài hát
| STT | Nhan đề                                                          | Phổ lời        | Phổ nhạc              | Producers                                  | Thời lượng |
| --- | ---------------------------------------------------------------- | -------------- | --------------------- | ------------------------------------------ | ---------- |
| 1.  | "En Tus Pupilas"                                                 | Shakira        | Shakira Luis F. Ochoa | Shakira Ochoa [a]                          | 4:24       |
| 2.  | "La Pared"                                                       | Shakira        | Shakira Lester Mendez | Shakira Mendez [a]                         | 3:20       |
| 3.  | "La Tortura" (có sự góp mặt của Alejandro Sanz)                  | Shakira        | Shakira Ochoa         | Shakira Mendez [a] Jose "Gocho" Torres [b] | 3:35       |
| 4.  | "Obtener un Sí"                                                  | Shakira        | Shakira Mendez        | Shakira Mendez [a]                         | 3:21       |
| 5.  | "Día Especial" (có sự góp mặt của Gustavo Cerati)                | Cerati Shakira | Cerati Shakira Ochoa  | Shakira Cerati [a]                         | 4:25       |
| 6.  | "Escondite Inglés"                                               | Shakira        | Shakira               | Shakira Mendez [a]                         | 3:10       |
| 7.  | "No" (có sự góp mặt của Gustavo Cerati)                          | Shakira        | Shakira Cerati        | Shakira Mendez [a] Cerati [a]              | 4:47       |
| 8.  | "Las de la Intuición"                                            | Shakira        | Shakira Ochoa         | Shakira Mendez [a] Ochoa [a]               | 3:42       |
| 9.  | "Día de Enero"                                                   | Shakira        | Shakira               | Shakira Mendez [a]                         | 2:55       |
| 10. | "Lo Imprescindible"                                              | Shakira        | Shakira Mendez        | Shakira Mendez [a]                         | 3:58       |
| 11. | "La Pared" (Versión Acústica)                                    | Shakira        | Shakira Mendez        | Shakira Mendez [a]                         | 2:41       |
| 12. | "La Tortura" (Shaketon Remix) (có sự góp mặt của Alejandro Sanz) | Shakira        | Shakira Ochoa         | Shakira Mendez [a] Torres [b]              | 3:12       |

## Giải thưởng

### Giải Grammy năm 2006
- Album Latin Rock xuất sắc nhất

### Grammy Latin
- Album của năm
- Album giọng Pop nữ xuất sắc nhất]]
- Thu âm của năm -qua ca khúc "La Tortura"
- Bài hát của năm –qua ca khúc "La Tortura"
- Album có sản xuất sắc nhất" (Shakira không dành đề mục này)